# Populációdinamika
Populációdinamika az élőlényféleségek egyedszám- és népességviszonyainak térbeni és időbeni változásával foglalkozik, valamint ezek szerepével az emberek életkörülményeire, életlehetőségeire.

## Populációdinamikai jelenségek
Évezredek óta ismert tény, hogy a körülöttünk előforduló élőlényféleségek egyedszám- és népességviszonyai folyamatosan változnak térben és időben, és mindezeknek meghatározó szerepe van az emberek életkörülményeire, sőt egyáltalán életlehetőségeire is. Gondolhatunk a táplálékul szolgáló (vadászható vagy gyűjtögethető) növényekre és állatokra, vagy azok természetes ellenségeire (amelyeket gyakran kártevőknek mondunk), a lakásunkban "szemtelenkedő" legyekre, hangyákra, csótányokra, vagy a betegségeket okozó vírusokra, baktériumokra és gombákra, de akár mustban időlegesen felszaporodó élesztősejtek tömegére is. Nem kétséges, hogy ezeknek a jelenségeknek a megfigyelése és kutatása mindig is a társadalom érdeklődésének fókuszában állt, a bibliai időktől (sáskajárás) napjainkig (AIDS- vagy ebolajárvány).

## A populációdinamika fogalma
A populációdinamika a szupraindividuális biológiához (szünbiológia vagy ecology) tartozó egyik tudományág, amely az élőlénynépességek tömegességi viszonyainak időbeli és térbeli változásaival (szünfenobiológiai szakasz), valamint az ezeket befolyásoló hatótényezők felderítésével foglalkozik (ökológiai szakasz).
Élőlénynépesség, vagy más szóval populáció alatt, valamely vizsgálati cél érdekében (egy ahhoz kapcsolódó statisztikai döntés kapcsán) kiválasztott, és a vizsgálati cél vonatkozásában esszenciálisan azonosnak tekintett élőlényegyedek halmazát értjük. Ez a populációfogalom nem tévesztendő össze a biológiai populáció (sokkal általánosabban használt) fogalmával, amely a szupraindividuális organizáció (SIO) szerveződési alapegysége, és amelyet mint az egy biológiai fajba tartozó egyedek tényleges szaporodási közösségét szoktuk definiálni. A mi populációnk azzal akár megegyező is lehet, de ez nem feltétel, hiszen annál szűkebben (például szaporodóképes korú nőstény példányok) vagy tágabban (például 1 és 5 mm közötti testhosszú, talajlakó, avarfogyasztó ízeltlábúak) is meghatározhatjuk.
A populációdinamika azonban éppen a széles gyakorlati jelentőség és érdeklődés következtében nem egységes kialakulású tudomány, hanem több egymástól nagyrészt független szakterület "szellemi összetalálkozásából" jött létre. Egységes populációdinamikai tudományról csak a XVIII. század végétől (Malthus, Buffon, Verhulst, Darwin) beszélhetünk, annak ellenére, hogy az ide tartozó vizsgálódások gyökerei az írott történelemmel közel egyidősek (Ószövetség, egyiptomi falfeliratok).
A fentiekben említett természeti jelenségek szűkebb értelemben vett populációdinamikai megközelítésének lényege, hogy az általunk kiszemelt populáció tömegességi viszonyait, a populáció egyéb biológiai sajátosságaitól elkülönítve vizsgáljuk. A populáció tömegességét azonos körülmények között (például mindig tavasszal a szaporodási időszak előtt számolva) adjuk meg, és gyakran csak a nőstény példányokat vesszük tekintetbe (hiszen a hímek mennyisége általában kevéssé befolyásolja a szaporodási ütemet).
A tágabb értelemben vett populációdinamika másik ága a demográfia, amely az ún. strukturált populációkkal foglalkozik. Strukturált populációról akkor beszélünk, ha a populáció egyedei a szaporodás szempontjából nem egységesek, hanem jól elkülöníthető osztályokba sorolhatók. Strukturáltságot okozhat például a szexuális és aszexuális generációk nemzedékváltakozása (levéltetvek, klonális növények, gombák), a migráló és nem migráló formák megjelenése (például vándorsáskák), a kasztok kialakulása (például hangyák, termeszek), de a legfontosabb strukturáló tényező mégis az egyedfejlődés jelensége, valamint (ezzel összefüggésben) a populáció életkori eloszlása. A humán demográfia a nemi hovatartozáson és életkoron kívül gyakran egészségügyi, szociológiai, gazdasági, etnikai, felekezeti és földrajzi szempontokat is figyelembe vesz a populáció rétegzésében.
A populációbiológia külön szakterülete a gradológia (tömegszaporodástan), amely kizárólag azokkal a populációdinamikai jelenségekkel foglalkozik, amelyek a katasztrófa-jellegű, robbanásszerű túlszaporodásokkal kapcsolatosak, ilyen jelenségeknek különösen a növényvédelmi prognosztika (kártevő- és kórokozó inváziók), valamint a közegészségügyi monitoring szempontjából van óriási jelentősége (például patkányok vagy cecelegyek gradációja).
Végül külön is ki kell emelni a gradológia egyik speciális szakterületét a járványtant (epidemiológia), amely olyan gradációkkal (tömegszaporulatokkal) foglalkozik, ahol a vizsgált populáció olyan parazita és/vagy patogén életmódot folytat, ahol a tömegszaporodás mértéke nem is a kérdéses faj egyedszáma, vagy egyedsűrűsége, hanem egy másik populáció (a gazdafaj) fertőzött (vagy parazitált) egyedeinek száma. Egy járvány (epidémia vagy pándémia) terjedésekor ugyanis a szaporodás legfőbb gátja nem a gazdaegyeden belüli létszám limitáció (bár ilyen is lehet), hanem elsősorban a gazdaegyedek közötti terjedés lehetősége.

## Tudománytörténeti visszatekintés
A populációdinamikai jelenségek legkorábbi megközelítésére a misztikus szemlélet volt jellemző, amely nem annyira a tudatos megfigyelésekből, mint inkább a kultúrköröktől függő hitvilágból merítkezett. Ezek a misztikus elképzelések sem voltak azonban mindig teljesen légbőlkapottak, néha valós jelenségszínű kollektív megfigyelést tükröztek. A misztikus jellegű jelenségmagyarázatok sokszor írott formában is megőrződtek, a mitológiák és később egyes vallási iratok révén.
A tudományos populációdinamika jelképes születésnapjaként Th.R. Malthus 1788-as "Essay on principles of population" c. munkájának megjelenése tekinthető. Malthus a humán népesség növekedésének ütemét az élelmiszertermelés növekedési ütemével összehasonlítva arra a következtetésre jutott, hogy az emberiség túlnépesedése törvényszerűen kiváltja saját forrásainak leszűkülését, amelyet az éhínség, háborúk, járványok visszatérő hullámai képesek csak valamelyest mérsékelni. Malthus a túlnépesedés problémáinak leküzdésére a születések korlátozását javasolta. Malthus munkája alapvető hatást gyakorolt Ch. Darwin munkásságára, aki az evolúciós történések fő mozgatóerejének a létért való küzdelmet ("Struggle for life") tartotta. A tudományos populációkutatás második fénykora a XX. század elejére tehető (1900-1940), amely a matematikai modellezés hőskora volt. Ebben a korszakban a populációs interakciók, különösen a ragadozó-zsákmány kölcsönhatás és a versengés volt az érdeklődés középpontjában. A legalapvetőbb, s máig tanított modellek ebből az időszakból származnak és nagyrészt A.J. Lotka, V. Volterra, G.F. Gause és A.J. Nicholson munkáin alapultak. E szerzők neveit az ökológia legalapvetőbb fogalmai is megörökítették (Volterra-elv, Gause-féle kizárás, Lotka-Volterra modell stb.). A következő időszak az abiotikus tényezők szerepére irányította a figyelmet, különösen rovarok és virágos növények vonatkozásában tanulmányozták a nappalhosszúság, időjárás, valamint csillagászati történések hatását, de erre az időszakra (kb. 1940-1960) tehető az első korstruktúrás demográfiai modell a Leslie-mátrix megalkotása is, amely ráirányította a figyelmet az életmenet gráfok jelentőségére. Az 1970-es évektől a populációdinamikai kutatásokra mindinkább a komplex és szintetikus szemlélet jellemző, amelyet számtalan iskolára és irányzatra lehetne tagolni, de egy ilyen elemzés mindenképpen meghaladná a jelen szócikk kereteit. Napjainkban a populációdinamikai kutatások legfrissebb frontvonalait a "térbeliség" matematikai kezelése, az evolúciós ökológiai kutatások és a táplálékhálózatok szerveződésével kapcsolatos populációdinamikai kérdések jelentik.

## Ajánlott irodalom
- Bacaër Nicolas, Dénes Attila 2022. A matematikai populációdinamika rövid története. Paris. Pdf
- Balogh János 1953. A zoocönológia alapjai Akadémiai Kiadó Budapest.
- Demeter András- Kovács György 1991. Állatpopulációk nagyságának és sűrűségének becslése, Akadémiai Kiadó, Budapest
- Fekete Gábor (szerk.) 1998. A közösségi ökológia frontvonalai. Sciencia Kiadó, Budapest
- Hufnagel Levente 2000 Bevezetés a folyóvíz-ökológiába In: Dukay I (szerk.) Kézikönyv a kisvízfolyások komplex vizsgálatához, Göncöl Alapítvány és Szövetség, Vác
- Juhász-Nagy Pál, Vida Gábor 1978. Szupraindividuális organizáció In.: Csaba György (szerk.) A biológiai szabályozás, Medicina Kiadó, Budapest.
- Kozár Ferenc, Samu Ferenc, Jermy Tibor 1992 Az állatok populációdinamikája, Akadémiai Kiadó Budapest
- Ladányi M 1995 Növénytermesztési modellek, In "Agro-21" Füzetek, Az agrárgazdaság jövőképe, "Agro-21" Kutatási Programiroda, Budapest
- Majer József 1993. Az ökológia alapjai, Szaktudás Kiadó, Budapest.
- Margóczi Katalin 1998. Természetvédelmi biológia, JATE Press, Szeged
- Nováky Erzsébet (szerk) 1990. Prognosztizálás, tervezés, modellezés a környezetvédelemben, KVM, Budapest.
- Sasvári Lajos 1986 Madárökológia I-II, Akadémiai Kiadó, Budapest
- Southwood, T.R.E. 1984 Ökológiai módszerek -különös tekintettel rovarpopulációk tanulmányozására- Mezőgazdasági Kiadó, Budapest
- Udvardy Miklós 1983. Dinamikus Állatföldrajz Tankönyvkiadó, Budapest.
- Wilson, Edward O.- William H. Bossert 1981. Bevezetés a populációbiológiába, Gondolat, Budapest.

## Elektronikus információforrások
- Ecology WWW page
- A Summary of Human Population Dynamics Russel Hopfenberg, Psychiatry and Behavioral Sciences Department, Duke University
- Applied Ecology and Environmental Research
- BiologyBrowser
- CABI Archiválva 2007. február 16-i dátummal a Wayback Machine-ben
- Cambridge Scientific Abstracts
- BIOSIS
- iNaturalist